# Eustomias decoratus
Eustomias decoratus es una especie de pez de la familia Stomiidae en el orden de los Stomiiformes.

## Hábitat
Es un pez de mar y de aguas  tropicales que vive hasta 235 m de profundidad.

## Distribución geográfica
Se encuentra en el  Atlántico occidental central: 32 ° 19'N, 63 ° 37'W (cerca de Bermuda ).